# Королёв, Николай Валентинович
Никола́й Валенти́нович Королёв (также известен как Нико́ла и 55-й; 31 марта 1981, Москва) — русский радикальный националист,  руководитель неонацистской террористической организации «СПАС», приговорённый к пожизненному лишению свободы за организацию и совершение ряда особо тяжких преступлений, включая убийства и теракты.

## Биография
Родился 31 марта 1981 года в Москве. 

### «СПАС»
В феврале 2001 года был создан клуб «СПАС» во главе с Николаем Королёвым. Клуб располагался в доме детского творчества на улице Радужной. В клубе занимались обучением ножевому и рукопашному бою, частной охранной деятельностью, выпускали газету «Белый Рубеж», создали группу «Белая империя» и пытались создать общину.

### Суд
Королёв обвинялся в создании преступного сообщества для совершения тяжких и особо тяжких преступлений, в составе которого было совершено девять терактов. Помимо взрыва на Черкизовском рынке, осуждённые совершили подрыв ещё семи зданий, в числе которых — Центр прорицательницы Лилианы, общежитие и мусульманская молельня в Московской области, а также редакция газеты «Русский вестник».

### Взрыв на Черкизовском рынке
15 мая 2008 года в Московском городском суде коллегия присяжных вынесла обвинительный вердикт по делу о взрыве на Черкизовском рынке. Процесс проходил в закрытом режиме. Для вынесения вердикта присяжным понадобилось три дня с двумя перерывами на ночь. Коллегия вынуждена была ответить на 270 вопросов.

### Убийство гражданина КНР
Предприниматель из КНР Ли Чживэй был убит около полуночи 19 мая 2006 года на проезде Шокальского в московском районе Медведково. По словам сотрудников ОВД «Медведково», на китайца напали трое молодых людей и нанесли ему 5 ножевых ранений, от которых он скончался на месте. Оставив нож в теле убитого, нападавшие скрылись с места преступления. В связи с убийством посольство КНР в России взяло ход расследования под контроль и потребовало как можно быстрее найти и наказать виновных. В 2012 году Мосгорсуд дополнительно приговорил Королёва и Костарева к 15 годам лишения свободы за убийство на национальной почве гражданина КНР.

### После суда
В сентябре 2012 года вошёл в список кандидатов в Координационный совет оппозиции (КСО). Согласно биографии кандидата, размещённой на сайте Центрального выборного комитета оппозиции, Королёв является руководителем военно-спортивного клуба «СПАС» и созданной им в 2012 году «Ассоциации белых политзаключённых и военнопленных». В личном профиле на предвыборном портале Королёв неоднократно называется политзаключённым.

## Личная жизнь
Отец — профессор музыки, мать — родовая казачка, старообрядец. По словам отца, в юности Николай увлекался наркотиками и подхватил гепатит, в связи с чем не служил в армии. Кандидат в мастера спорта по рукопашному бою. Женат, двое детей.

## Взгляды

### «Библия скинхеда»
Находясь под следствием в Матросской тишине, Королёв написал книгу «Библия скинхеда. Новый завет». В самом начале книги Королёв делает оговорку, что название книги отсылает к популярному среди исследователей молодёжных субкультур произведению Джоржда Маршалла «Дух 69-го. Библия скинхеда». В этом произведении подробно рассказывается о зарождении движения скинхедов в Англии, в те времена, когда оно ещё не было политизированным. 
В книге автор утверждает, что тезис о том, что субкультура скинхедов изначально не была спортивным и ксенофобским движением, ошибочен. Что неверно, что позже произошло разделение на малочисленных скинхедов-антифашистов и более многочисленных скинхедов-неонацистов. Продолжением этого мнения является тезис о том, что скинхеды-антифашисты намного ближе к аутентичным скинхедам, чем численно преобладающие скинхеды-неонацисты. Королёв, принимая за основу работу Маршалла, стремится доказать обратное — что скинхеды изначально были движением спортсменов и агрессивных патриотов, поэтому именно скинхеды-неонацисты являются их преемниками. Королёв проводит аналогию между ветхозаветными иудеями и первыми английскими скинхедами, с одной стороны, и христианами и современными скинхедами-неонацистами, с другой. Он называет «Библию скинхеда» Маршалла «Ветхим заветом скинхедов», а свою «Новым заветом скинхедов». Часть книги занимают тезисы, взятые из книги Маршалла, которые Королёв затем подкрепляет фактами и далее выводит новые тезисы, именуемые «догматами». Другая часть книги описывает взгляды Королёва на историю России и неонацистского движения.
Очередная редакция книги признана экстремистским материалом и внесена в соответствующий список.